# Bandiere dell'esercito degli Stati Confederati d'America (teatro orientale)
Nel teatro orientale presero parte alla guerra l'Armata Confederata del Potomac, più tardi ribattezzata Armata della Virginia Settentrionale, l'Armata della Penisola ed il Dipartimento della Carolina del Sud, Georgia e Florida.

## Bandiere di Battaglia dell'Armata della Virginia settentrionale

### Prime Bandiere Nazionali per l'Armata Confederata del Potomac
A seguito dell'adozione della Stars and Bars come Bandiera Nazionale degli Stati Confederati, molte unità militari al livello sia di reggimento sia di compagnia l'adottarono subito come Bandiera di Battaglia. Le prime battaglie della guerra, come Rich Mountain, Bethel, Scary Creek, Phillipi e infine la Prima Manassas sarebbero state combattute sotto questo modello di Bandiera.
Nei primi mesi della Guerra il Dipartimento Confederato della Guerra si basava esclusivamente sulle effusioni patriottiche delle Signore del Sud per i colori delle unità che furono costituite a Richmond durante la primavera e l'estate del 1861. I risultati furono misti. Molte single compagnie ricevettero splendide Bandiere dalle comunità dalle quali erano state costituite, ma i reggimenti nei quali esse erano inquadrate non condividevano necessariamente il loro entusiasmo. In questi casi una delle Bandiere di compagnia veniva scelta quale Bandiera reggimentale. Il risultato fu tutto tranne che uniforme nei colori portati dalle Armate che in giugno si radunarono nella Valle dello Shenandoah ed intorno a Centreville.
Per rimediare a questa inadeguatezza il Generale Beauregard fece allestire un certo numero di Bandiere Nazionali Confederate del primo tipo dalla stoffa che era stata sequestrata all'ex deposito della Marina USA di Gosport, vicino a Portsmouth, Virginia. Questa stoffa era nelle mani di un rivenditore di materiali militari di Richmond, George Ruskell. Da questa stoffa Ruskell assemblò almeno 43 Bandiere. Le consegne cominciarono il 18 luglio 1861 e continuarono fino al 7 agosto.

### Sviluppo della Bandiera di Battaglia
Il fumo della battaglia, che spesso oscurava il campo, rendeva molto difficoltosa l'identificazione di amici e nemici. In alcuni casi la Stars and Bars assomigliava tanto alla Bandiera USA che le truppe sparavano sulle truppe amiche uccidendo e ferendo i loro camerati.
Per risposta gli Ufficiali Confederati a livello di Armata e Corpo in tutto il Sud cominciarono a pensare di creare Bandiere di Battaglia distintive che fossero completamente differenti da quelle dell'esercito dell'Unione, il che avrebbe reso molto più facile l'identificazione delle unità. La prima – e la più famosa – di queste fu creata nel settembre 1861 in Virginia.
Raccolti al Quartier Generale dell'Armata del Potomac (più tardi ribattezzata Armata della Virginia settentrionale) c'erano i Generali Joseph E. Johnston, Beauregard, Gustavus Smith ed il deputato al Congresso William Porcher Miles, allora aiutante nello staff di Beauregard. Le conversazioni giravano intorno all'idea di creare una "Bandiera di Battaglia" speciale per la loro Armata, da usare, secondo le parole del Gen. Beauregard, "solo in battaglia". Miles offrì il disegno con la croce di S. Andrea che aveva sottoposto alla considerazione quale Bandiera Nazionale. Altro concorrente era un disegno dalla Louisiana con una croce di San Giorgio (orizzontale/verticale). Poiché il numero degli Stati secessionisti ora raggiungeva gli undici, e con il riconoscimento confederato anche del Missouri, erano ora disponibili per l'uso sulla Bandiera 12 stelle. Così fu adottato il disegno di Miles, che aveva un aspetto molto migliore di quanto non ne avesse in febbraio, quando c'erano solo sette stelle.
Il Gen. Beauregard suggerì che I colori dovessero essere azzurro per il campo e rosso per la croce, ma Miles contestò che questo era contrario alle leggi dell'araldica. Il Gen. Johnston suggerì che il modello fosse quadrato per risparmiare stoffa e per facilitare la confezione, e questo fu accettato.

### I prototipi

Prototipo di Bandiera di Battaglia fatto da Hetty Cary per il Generale Joseph E. Johnston

Il 21 ottobre 1861 il Generale Beauregard informò il Generale Johnston che trovava accettabile il disegno per la nuova Bandiera di Battaglia. Ma già prima di tale approvazione alcune Signore a Richmond erano venute a conoscenza del disegno e stavano preparando esemplari della nuova Bandiera di Battaglia. Tre giovani Signore di Richmond e di Baltimora, le sorelle Jennie ed Hetty Cary, e la loro cugina Constance Cary avevano deciso di fare delle Bandiere di Battaglia da regalare a tre degli Ufficiali Generali più in vista a Centreville. Le Bandiere furono inviate individualmente a questi Ufficiali nel periodo di un mese nel tardo autunno 1861. Hetty Cary inviò la Bandiera che aveva fatto al Generale Joseph E. Johnston. Constance Cary inviò la sua Bandiera al Generale Earl Van Dorn il 10 novembre 1861, annotando più tardi che il suo staff aveva celebrato l'occasione con cerimonie drammatiche, anche se ufficiose. La Bandiera di Jennie Cary non fu pronta che un mese dopo e il 12 dicembre 1861 essa infine la inviò al Generale Beauregard.
Tutte e tre le Bandiere avevano lo sfondo in sottile seta scarlatta doppia. Ambedue le facce erano attraversate da una croce di S. Andrea in seta azzurro scuro, bordata di seta Bianca e ornata di dodici stelle dorate. I bordi esterni delle Bandiere erano rifiniti con una pesante frangia dorata. Esse erano uguali alle Bandiere di Battaglia in seta del primo tipo che erano state distribuite all'Armata Confederata del Potomac il 28 novembre 1861.

### I modelli in seta

Armata della Virginia settentrionale - Bandiera di Battaglia, modello in seta (primo tipo, prima variante), 1861

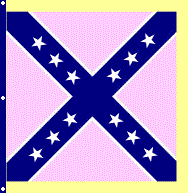
Armata della Virginia settentrionale - Bandiera di Battaglia, modello in seta (secondo tipo), 1861

Fu allora ordinato un numero di Bandiere di Battaglia sufficiente a rifornire l'Armata del Potomac. Il Quartiermastro dell'Armata Colin M. Selph comprò l'intera riserva di seta di Richmond per fare le Bandiere (gli unici colori disponibili in quantità simili al rosso erano ciclamino o rosa, per cui queste Bandiere avevano delle tonalità delicate).
Furono prodotti due tipi fondamentali di modelli. Il primo tipo aveva le stelle dorate ed un manicotto bianca per il palo della Bandiera. C'erano due varianti del primo tipo, uno con una frangia dorata o gialla sui tre lati esterni e l'altra con un bordo bianco al posto della frangia.
Il secondo tipo differiva dal primo per avere le stelle in seta bianca. Al posto della frangia o del bordo bianco i lati esterni avevano un bordo di seta gialla di 2". Il manicotto per il palo della Bandiera era azzurro.
A partire dal tardo novembre 1861, le nuove Bandiere di Battaglia furono consegnate alle unità Confederate a Centreville ed entro dicembre alle altre unità nei dintorni della Virginia settentrionale. Le Bandiere furono consegnate a ciascun reggimento dai Generali Beauregard e Johnston, e da altri Ufficiali dell'Armata, in elaborate parate. Un articolo su The Richmond Whig del 2 dicembre 1861 riferisce sulla consegna a Centreville il 28 novembre:
"Gli esercizi furono aperti dall'Aiutante Generale Jordan, che, in un breve ma eloquente indirizzo, diede incarico agli uomini di preservare dal disonore le Bandiere loro affidate. Gli Ufficiali allora smontarono ed i Colonnelli dei vari reggimenti avanzarono verso il centro. Il Gen. Beauregard, con poche parole, consegnò a ciascuno una Bandiera, e gli vennero date eloquenti risposte. Poi i reggimenti presentarono le armi e ricevettero le loro Bandiere con assordanti acclamazioni."
Così fu creata la prima delle Bandiere di Battaglia per cui sarebbe divenuta famosa l'Armata della Virginia settentrionale. Nonostante la creazione di questa e di altre Bandiere di Battaglia, non sarebbe sparita dall'uso la Prima Bandiera Nazionale. Vi sono numerosi esempi del suo uso per il resto della guerra nelle unità confederate, inclusa l'Armata di Lee.

### Il modello in cotone
Nella primavera del 1862 la Bandiera di Battaglia dell'Armata Confederata del Potomac non era ampiamente distribuita alle forze in Virginia né era l'unica Bandiera di Battaglia in uso. In novembre e dicembre 1861, le Bandiere di Battaglia di seta fatte a Richmond erano state distribuite solo alle unità delle Quattro divisioni dell'Armata a Centreville e ad alcune brigate vicine. Nell'aprile 1862, mentre queste forze si stavano spostando verso la penisola della Virginia fra i fiumi York e James, il Generale John B. Magruder aveva istituito un altro modello nella sua Armata della Penisola che era completamente differente dal modello dell'Armata del Potomac. Inoltre, come altre unità confederate arrivavano in vicinanza di Richmond per rinforzare queste due Armate, il Dipartimento del Quartiermastro Confederato ritenne necessario trovare ulteriori Bandiere di Battaglia per le unità che non ne avevano mai ricevuto alcuna. Siccome le riserve di seta a Richmond erano state esaurite dagli sforzi del Cap. Selph l'inverno precedente, il Dipartimento si rivolse ad un altro tipo di tessuto, un misto di lana e cotone utilizzato per vestiti poco formali da tutti i giorni. Sul loro campo scarlatto vi era la croce di S. Andrea in cotone malamente tinto di azzurro e senza il consueto bordo bianco. La croce portava solo 12 stelle bianche, nonostante il riconoscimento da parte della Confederazione del Kentucky come suo tredicesimo Stato nel dicembre 1861. Tutti i quattro lati della Bandiera avevano uno stretto bordo di colore arancione. La distribuzione di questi surrogati di cotone fu assai limitata, si conoscono solo tre unità che le hanno ricevute: la Brigata di Hood della Divisione Whiting, la Brigata Elzey dalla Valle dello Shenandoah e la Maryland Line di Stuart.
Il Tenente James Lemon, del 18º Fanteria della Georgia, (che ricevette la sua Bandiera verso il 7 maggio, non appena la sua unità ebbe ricevuto la Bandiera di cotone scriveva: "È una bella Bandiera cremisi con barre azzurre e dodici stelle."
La produzione di ulteriori Bandiere di questo tipo fu preclusa dalla costituzione di un "Dipartimento per la Bandiera" al Deposito Vestiario di Richmond, che iniziò in maggio a produrre e distribuire Bandiere di Battaglia di qualità in stamina.

### Primo modello in stamina

Armata della Virginia Settentrionale - Bandiera di Battaglia, modello in stamina, 1862

Mentre venivano prodotte le Bandiere sostitutive in cotone, prendeva forma il primo dei modelli del deposito governativo. Il Deposito Vestiario di Richmond era stato costituito nel tardo 1861 per la manifattura di uniformi, scarpe, equipaggiamenti e Bandiere truppe della neobattezzata Armata della Virginia Settentrionale (e più tardi anche del Dipartimento della Carolina del Nord). Nel maggio 1862 il deposito stava facendo Bandiere di stamina di lana catturata inizialmente dall'ex deposito navale federale presso Norfolk, Virginia, e supplì per il resto della guerra con rifornimenti portati attraverso il blocco dalla Gran Bretagna, dove era prodotta la stoffa. Questo materiale più resistente fu usato per il resto della Guerra per fare Bandiere per l'Armata della Virginia Settentrionale.
Il vessillologo Howard Madaus ha determinato che ci sono stati sette modelli in stamina di lana nel corso della guerra. Il primo di essi fu prodotto dal deposito nel maggio 1862, secondo le registrazioni del deposito negli Archivi Nazionali. Queste Bandiere avevano per la prima volta 13 stelle e i bordi in lana arancione. Le croci azzurre erano larghe 8 pollici e stelle in cotone bianco di soli 3 pollici di diametro. Il fondo era rosso di 48 pollici quadrati per le Bandiere della fanteria. Non se ne conoscono esemplari nelle dimensioni più piccolo per artiglieria e cavalleria. Il primo esempio di queste nuove Bandiere di Battaglia fu consegnato in maggio a truppe del Gen. James Longstreet.

### Secondo modello in stamina

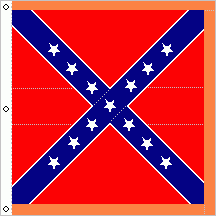
Armata della Virginia settentrionale - Bandiera di Battaglia, secondo modello in stamina, 1862

In giugno il Deposito di Richmond fece un altro modello in stamina di lana per l'Armata. Per carenza di stamina azzurra la larghezza della croce fu ridotta a soli 5 pollici e le stelle bianche furono allargate a 3½ pollici. Anche questo modello era bordato in lana arancione.
Mentre queste Bandiere furono fatte per la maggior parte nella dimensione per la fanteria di 48 pollici, sopravvivono quali varianti di questo modello Bandiere di batterie di artiglieria da 3 piedi quadrati(432 pollici quadri). Ciononostante la maggior parte delle Bandiere di Battaglia delle batterie e dei gruppi di artiglieria dell'Armata della Virginia Settentrionale sopravvissute sono nelle dimensioni per la fanteria 4 piedi quadrati (576 pollici quadri).
Le prime Bandiere del secondo modello in stamina furono consegnate alla "Right Wing" della Divisione D.H. Hill. Più tardi esse sostituirono la maggior parte delle Bandiere di Battaglia dell'Armata della Penisola: inventate dal Generale Magruder nell'aprile 1862, qualcuna era ancora in servizio nel settembre dello stesso anno.

### Terzo modello in stamina

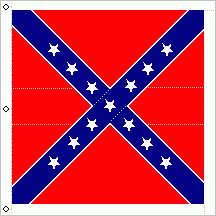
Armata della Virginia settentrionale - Bandiera di Battaglia, terzo modello in stamina, 1862-1864

A cominciare da luglio 1862 il Deposito di Richmond iniziò a produrre la più grande fornitura, in termini numerici, di Bandiere dell'Armata della Virginia settentrionale. Essendo esaurita la stamina arancione, i bordi per le restanti Bandiere in stamina di lana erano adesso bianchi. Questa versione della Bandiera aveva le stesse dimensioni del precedente secondo modello.
Nel giugno 1862 la "Right Wing" di Longstreet autorizzò gli “onori di battaglia” per quelle unità che avevano servito onorevolmente a Seven Pines. Questi “onori” furono stampati su strisce di cotone che potevano essere cucite alle Bandiere. Furono anche distribuite strisce di cotone stampato alle unità che avevano combattuto a Williamsburg il 5 e 6 maggio, la Divisione Longstreet e la Brigata Early della Divisione D.H. Hill. Questi “onori” furono applicati soprattutto alle Bandiere di Battaglia del modello in seta e del primo e secondo modello in stamina.
A cominciare dall'autunno 1862 il nuovo terzo modello delle Bandiere di Battaglia fu distribuito dal Dipartimento del Quartiermastro. Per la decorazione di queste Bandiere delle unità erano stati impartiti ordini nella Divisione Hood già nell'estate, e le Bandiere furono decorate con “onori” in oro o bianco al Quartier Generale della Divisione. Più tardi nel 1862 altre Bandiere di Battaglia del terzo modello furono similmente decorate con “onori” in color bianco sui quadranti del campo rosso. La Brigata Branch della Carolina del Nord ricevette le Bandiere decorate nel dicembre 1862. La Brigata Kershaw della Carolina del Sud le ricevette nel 1863.
Nel 1863 l'approvvigionamento di bandiere di battaglia disponibili presso il Deposito Vestiario di Richmond era sufficiente per permettere il riequipaggiamento di tutte le divisioni con le nuove bandiere di battaglia del terzo modello in stamina. Sebbene la Divisione Pickett ricevesse le sue nuove bandiere con le sole designazioni delle unità segnate in bianco sui quadranti rossi, la maggior parte delle Bandiere consegnate alle Divisioni aveva gli “onori” di battaglia disegnati sui quadranti rossi in lettere azzurro scuro in ordine cronologico, a partire dall'alto, poi all'interno, poi all'esterno ed infine nel quadrante inferiore. Alla croce azzurra era aggiunta l'abbreviazione dell'unità disegnata in giallo intorno alla stella centrale. Quattro Divisioni ricevettero Bandiere contrassegnate rispettivamente “D.H. Hill's Division” nell'aprile 1863, “A.P. Hill's Light Division” nel giugno 1863, “Edward Johnson's "Stonewall" Division” nel settembre 1863 e “Heth's Division” lo stesso mese. Sui due ultimi modelli gli “onori” erano disegnati da un artista di Richmond, Lewis Montague.
Come con il secondo modello in stamina, le Bandiere delle batterie di artiglieria (da 3 piedi quadrati) sopravvivono come varianti del terzo modello in stamina del Deposito di Richmond. Inoltre si sa che quattro bandiere di batteria conformi per misura, cioè da 36 pollici quadrati, furono consegnate alla Washington Artillery il 2 dicembre 1862. Però, nonostante questo modello, la maggior parte delle bandiere di battaglia delle batterie e gruppi di artiglieria dell'Armata della Virginia settentrionale sopravvissute sono effettivamente nella misura per la fanteria (4 piedi quadrati). Un gruppo dell'artiglieria del 2º Corpo d'Armata era decorato con “onori” di battaglia.
Mentre alcune bandiere di battaglia nel modello per l'artiglieria conformi sia al secondo sia al terzo modello in stamina sono sopravvissute, nessuna Bandiera per la cavalleria conforme ai proposti 2.5 piedi quadrati sopravvive, per nessuno dei modelli primo, secondo e terzo in stamina del Deposito di Richmond. Al contrario, le bandiere di cavalleria sopravvissute, inclusa una bandiera di battaglia di seta del modello del 13 dicembre 1861 (6º Cavalleria della Virginia Cavalry, con inferitura gialla) ed una del secondo modello bordata di arancione del secondo modello di stamina (7º Cavalleria della Virginia) sono tutte di 48 pollici quadrati. Sono state proposte molte illazioni per spiegare questa differenza fra la politica proposta e la pratica effettiva.

### La Seconda Bandiera Nazionale come Bandiera di Campagna e Battaglia nell'Armata della Virginia settentrionale

Bandiera Nazionale Reggimentale, Secondo modello, Deposito Vestiario di Richmond, 1863-1865

Durante l'autunno del 1863 il Deposito Vestiario di Richmond cominciò la produzione della Seconda Bandiera Nazionale Confederata. Una delle quattro dimensioni previste era intesa per l'uso in campagna. Questa Bandiera misurava 4 piedi per 6. Sia il campo bianco sia il cantone rosso da 2.5 pollici quadrati erano in stamina. Una croce di S. Andrea azzurra, larga da 3 pollici a 3 1/2 pollici attraversava il cantone e portava tredici stelle bianche a 5 punte, ciascuna di 3 pollici di diametro. Un bordo di cotone bianco largo 3/8 pollici contornava la croce da tutti I lati. Il lato dell'asta era rifinito da una tela bianca larga 2 pollici con tre asole per i legacci. 
Bandiere di questo tipo videro un limitato uso nell'Armata della Virginia settentrionale dal tardo 1863 fino alla fine della guerra. Circa metà degli esemplari sopravvissuti di questo tipo di Bandiera fu utilizzata come Bandiera reggimentale; un quarto come Bandiere per Quartier Generali di Brigata o Divisione e per le rimanenti manca una specifica indicazione.
Il Deposito Vestiario di Staunton fece una variante di questa Bandiera per i Quartier Generali e per le unità. Le misure erano approssimativamente le stesse, ma la larghezza della croce di S. Andrea era dai 4 ai 5 pollici. Il campo bianco era di flanella di cotone bianca anziché di stamina.

### Quarto modello in stamina

Armata della Virginia settentrionale - Bandiera di Battaglia, quarto modello in stamina, 1864

Il Deposito Vestiario di Richmond continuò a produrre e distribuire le sue Bandiere di Battaglia del terzo modello in stamina fino alla primavera del 1864.
Il nuovo quarto modello di Bandiera di Battaglia del Deposito di Richmond era più grande di tutti i precedenti modelli in stamina ed in seta, nelle dimensioni sia esterne sia interne. Le nuove Bandiere erano generalmente più vicine ai 51 pollici quadrati che non ai 48 pollici delle precedenti. Le loro croci di S. Andrea erano solitamente larghe fra 6½ e 7½ pollici ed erano bordate da tutti i lati da un nastro di cotone largo 5/8 pollici. La croce portava tredici stelle bianche a 5 punte dal diametro fra 5 e 5½ pollici poste sui bracci ad intervalli di 8 pollici. Come nel terzo modello in stamina i tre lati esterni della Bandiera erano rifiniti con stamina bianca piegata sui lati non orlati in un bordo largo da 1½ a 1¾ pollici. L'inferitura continuava ad essere rifinita con tela bianca di cotone larga 2 pollici, con tre asole per i legacci.
Sorprendentemente le prime Bandiere di Battaglia del nuovo quarto modello in stamina del Deposito di Richmond non furono prodotte per unità dell'Armata della Virginia settentrionale, ma per la Brigata Ector del Texas che serviva nel Teatro occidentale. Il Colonnello Young, allora a Richmond, portò con sé le nuove Bandiere di Battaglia per la Brigata. Dopo questa produzione preliminare, le Bandiere di Battaglia del nuovo modello furono approntate per sostituire quelle perse o catturate nei mesi da maggio ad agosto 1864. Vi sono concrete prove che la Divisione del Maggior Generale Field del Corpo d'Armata di Longstreet abbia ricevuto un corredo completo anche delle nuove Bandiere di Battaglia.
Sembra che il quarto modello delle Bandiere di Battaglia del Deposito di Richmond sia stato prodotto in una sola misura, e che almeno due Reggimenti di cavalleria abbiano ricevuto queste Bandiere di misura relativamente grande. Eccettuate due unità della Carolina del Nord, le cui Bandiere erano ornate con l'abbreviazione dell'unità e con gli “onori” di battaglia nello stile dei modelli divisionali del 1863, le Bandiere lasciarono il Deposito Vestiario di Richmond senza “onori” o abbreviazioni di unità. Alcuni reggimenti in campagna applicarono abbreviazioni di unità dopo aver ricevuto le loro Bandiere, ma per la maggior parte esse vennero lasciate senza decorazioni.

### Quinto modello in stamina

Armata della Virginia settentrionale - Bandiera di Battaglia, quinto modello in stamina, 1864

A settembre o agli inizi di ottobre 1864 il modello della Bandiera di Battaglia fu nuovamente modificato. I cambiamenti apportati avrebbero influenzato, per la maggior parte, tutti i modelli successivi prodotti fino alla fine della guerra.
Il nuovo modello riduceva la dimensione esterna e interne della Bandiera di Battaglia. Questo quinto modello in stamina combinava le dimensioni dei due modelli precedenti, col risultato che era leggermente rettangolare, di solito 48 - 49 pollici di larghezza per 50 - 51 pollici di lunghezza. Più evidente la dimensione della croce, la cui ampiezza era diminuita a 5 - 5½ pollici. Conseguentemente il diametro delle stelle era ridotto a 4½" - 5 pollici.
Una parte del quinto modello fu prodotto al Deposito Vestiario di Staunton per quelle unità della Divisione Wharton dell'Armata della Valle dello Shenandoh che avevano perso le loro Bandiere a Winchester a metà settembre. Erano simili al quinto modello del Deposito di Richmond ma portavano stelle da 4 pollici di diametro su croci larghe 4½ pollici ed erano rifinite con un bordo bianco di flanella anziché di stamina.
Il quinto modello in stamina del Deposito Vestiario di Richmond fu prodotto solo brevemente e solo come Bandiera in sostituzione. Come regola generale era prodotta senza simboli; però almeno due unità della Brigata Clingman che avevano perso le loro Bandiere a Fort Harrison ricevettero sostituzioni che portavano gli “onori di battaglia e abbreviazioni dell'unità come i modelli divisionali del 1863.

### Sesto modello in stamina

Armata della Virginia settentrionale - Bandiera di Battaglia, sesto modello in stamina, 1864

Quando il Corpo d'Armata Gordon ritornò dalla Valle dello Shenandoah nel dicembre 1864, molte delle sue unità erano prive di bandiere di battaglia o portavano Bandiere tremendamente consumate da due anni di duro servizio. La battaglia di Cedar Creek era stata particolarmente devastante per le unità del Corpo d'Armata. Per provvedere la sostituzione il Deposito Vestiario di Richmond produsse una nuova variante della sua Bandiera di Battaglia in stamina, il sesto cambio di modello dal 1862.
Sebbene la sua configurazione fosse ora più simile ai tipi quadrati dei primi modelli, il cambiamento più evidente era il ritorno all'intervallo da 8 pollici fra le stelle sulle braccia della croce di S. Andrea, che aveva caratterizzato il quarto modello. La croce rimaneva larga 5 pollici con stelle da 4½ pollici di diametro, ma l'ampiezza dei bordi bianchi diminuiva leggermente rispetto al vecchio standard di ½ pollice usato nel 1862 e 1863. Rimanevano i bordi bianchi in stamina su tre lati, mentre il lato dell'inferitura era rifinito da una tela bianca con tre occhielli.
Sebbene la Brigata Cox della Carolina del Nord ricevesse una dotazione di nuove Bandiere con “onori" di battaglia disegnati e l'abbreviazione dell'unità, applicati alla maniera dei modelli divisionali del 1863, la maggior parte delle bandiere fu prodotta senza marcature. Almeno due unità applicarono successivamente le abbreviazioni alle loro Bandiere disegnandole con inchiostro sulla stella centrale. Questo sesto modello in stamina fu sostituito all'inizio del 1865 dal settimo ed ultimo modello.

### Settimo modello in stamina

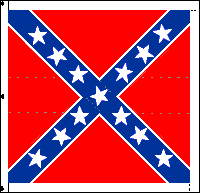
Armata della Virginia settentrionale - Bandiera di Battaglia, settimo modello in stamina, 1864

Dato che i primi esemplari del settimo modello in stamina della Bandiera di Battaglia del Deposito Vestiario di Richmond furono catturati a Waynesboro, Virginia il 2 marzo 1865, si pensa che il modello sia stato originato nel gennaio o febbraio 1865.
Essenzialmente il settimo modello differiva solo in un punto rispetto al predecessore. Sulla croce di S. Andrea da 5 pollici le stelle da 4½ pollici di diametro erano spaziate di 7 pollici anziché 8 pollici. I modelli per fanteria, cavalleria ed artiglieria avevano tutti le stesse dimensioni di base di 48 pollici quadrati.
Le bandiere di battaglia del settimo modello in stamina furono approntate dal Deposito Vestiario di Richmond senza decorazioni. Alcune unità applicarono “onori” di battaglia e abbreviazioni dell'unità. Almeno due unità decorarono le stelle con gli “onori”; un'altra applicò strisce di cotone con gli “onori” ed un'altra ancora decorò i suoi quadranti con “onori” disegnati.
Nonostante la vicina fine della Confederazione, del settimo modello in stamina della Bandiere di Battaglia fu prodotto un numero sorprendentemente grande, a giudicare dal numero degli esemplari sopravvissuti

### La Terza bandiera nazionale come bandiera di campagna e battaglia nell'Armata della Virginia settentrionale

Bandiera Nazionale Reggimentale, Terzo modello, Deposito Vestiario di Richmond, 1865

Nel 1865, con l'adozione della terza e definitiva Bandiera Nazionale degli Stati Confederati d'America, il Deposito Vestiario di Richmond produsse Bandiere del nuovo modello nelle dimensioni sia di guarnigione sia di campagna. Le Bandiere prodotte erano identiche alla bandiera nazionale del secondo modello somigliante a quelli deposito, con la sola differenza che il campo bianco era ridotto ed era aggiunta una barra di stamina rossa all'esterno.
A causa del breve periodo fra l'adozione di questa Bandiera e la fine della guerra, ne furono prodotte molto poche.

## Bandiera di Battaglia dell'Armata della Penisola

Bandiera di Battaglia dell’Armata della Penisola, 1862

L'Armata Confederata della Penisola, sotto il commando del Maggior Generale John B. Magruder, era incaricato della difesa della penisola critica fra i fiumi York e James a sudest di Richmond, Virginia. Il 9 aprile 1862, quando dei rinforzi arrivarono dalla Virginia settentrionale per aiutare a contrastare lo sforzo del Generale McClellan verso la penisola, Magruder ritenne necessario informare le sue truppe che le forze in arrivo dall'Armata del Potomac avevano una bandiera di battaglia.
La comparsa di questa "nuova" Bandiera di Battaglia diedero lo spunto al Generale Magruder di adottare una bandiera di battaglia per le unità al suo comando. Il modello di Bandiera che scelse era notevolmente semplice: un rettangolo di stamina largo approssimativamente 53 pollici e lungo 60 pollici. Il campo di questa Bandiera era diviso diagonalmente dall'angolo alto dell'inserimento a quello basso esterno. Il triangolo basso verso l'inserimento era rosso, l'altro bianco. Una tela bianca con tre occhielli dal lato dell'inserimento completava la Bandiera.
Sei delle nuove Bandiere furono pronte per la distribuzione il 18 aprile, sebbene Henry Bryan, Aiutante Generale di Magruder, avesse acceso una speciale requisizione per 30 Bandiere fino al giorno successivo. Anticipando evidentemente una necessità maggiore che non le 30 Bandiere requisite il 19 aprile, un totale di 40 fu fatto da una sarta di Norfolk con stoffe del deposito navale di Norfolk. Oltre alle sei bandiere del 18 aprile, diciassette altre unità furono designate per ricevere le nuove bandiere in aprile, in tutto 23 delle 30 requisite.
La bandiera di battaglia dell’Armata della Penisola ebbe vita relativamente breve. Molte, specialmente nella Divisione D.H. Hill, furono già sostituite nel giugno 1862 con le bandiere di battaglia del secondo modello di stamina. Cionondimeno alcune rimasero in servizio fino alla battaglia di Sharpsburg (Antietam) nel settembre 1862. Un membro del 32º fanteria della Virginia ricordava che a Sharpsburg il suo reggimento ancora portava una Bandiera "rossa e bianca, con la linea di divisione fra i due colori in diagonale attraverso la Bandiera", che era stata crivellata di pallottole nella battaglia del Maryland e che aveva l'asta spezzata in due. Sebbene il 32º Virginia conservasse la sua Bandiera, due alter Bandiere di questo modello furono prese durante la campagna e portate al Quartier Generale di McClellan. Sopravvivono altre due bandiere simili, una delle quali appartenne al 53º Georgia, un successivo rinforzo alla Brigata Semmes.

## Bandiere di battaglia del Dipartimento della Carolina del Sud, Georgia e Florida

Dipartimento della Carolina del Sud, Georgia e Florida - Bandiera di Battaglia del 41º Reggimento Fanteria dell’Alabama

L'istituzione di una bandiera di battaglia estesa a tutto il Dipartimento Confederato della Carolina del Sud, Georgia e Florida (inizialmente chiamato Dipartimento della Carolina del Sud e Georgia prima dell'aggiunta della Florida ad est del fiume Apalochicola il 7 ottobre 1862) deve la sua origine al trasferimento del Generale P.G.T. Beauregard quale Comandante del Dipartimento il 29 agosto 1862 in sostituzione del Maggior Generale John Pemberton. Gli intendimenti iniziali di Beauregard come nuovo Comandante non includevano l'immediata adozione del modello di Bandiera di Battaglia che egli aveva difeso con successo nell'Armata del Potomac (conf.) e con parziale successo nell'Armata del Mississippi (conf.).
In marzo ed aprile del 1863 il Deposito Vestiario di Charleston cominciò a produrre bandiere di battaglia in stamina di lana che copiavano gli elementi delle bandiere di battaglia allora prodotte dal Deposito Vestiario di Richmond. Queste Bandiere di stamina di lana differivano dalla loro controparte della Virginia in diverse tecniche chiave di manifattura. Sulla Bandiera di dimensioni maggiori la croce di S. Andrea era larga da 7 a 8 pollici e portava tredici stelle a cinque punte di cotone bianco del diametro di 4 1/2 pollici, poste ad 8 pollici di distanza dalla stella centrale, nella maggior parte dei casi applicate da ambo le parti ma talvolta cucite da una parte sola, e la stoffa azzurra veniva tagliata dalla parte opposta per mostrare la stella. Invece del nastro di cotone bianco, le Bandiere fatte a Charleston utilizzavano strisce bianche di stamina larghe da ¾ ad 1 police cucite lungo i bordi della croce e poi attaccate a quattro sezioni triangolari di stamina rossa che componevano il campo. Quando tutte queste parti erano unite, veniva applicato a tutti i quattro lati della bandiera un bordo di stamina bianca largo da 2 ¼ a 2 1/2 pollici. Poi una manica veniva aggiunta al lato che serviva da inferitura. La bandiera era fatta nelle dimensioni di 48 pollici quadrati per la fanteria e l'artiglieria pesante, 36 pollici quadrati per l'artiglieria leggera e 30 pollici quadrati (esclusa l'inferitura) per la cavalleria.
L'arma era inoltre distinguibile dal colore della manica dell'inferitura che rifiniva la bandiera. Essa era di stamina azzurro scuro per le unità di fanteria, rossa per l'artiglieria (pesante e leggera), e bianca, piuttosto che gialla, per la cavalleria. Se questo era stato l'intento, in realtà la bellezza di questo sistema si dissolse. Almeno un reggimento di cavalleria ricevette una bandiera delle dimensioni per l'artiglieria pesante, e si sa che battaglioni di fanteria in Florida hanno ricevuto bandiere di battaglia delle dimensioni dell'artiglieria o della cavalleria. Si sa anche di unità di fanteria che hanno ricevuto bandiere per l'artiglieria pesante.
La prima consegna delle nuove bandiere di Battaglia ebbe luogo il 20 aprile 1863 vicino a Charleston, officiante il Generale Beauregard. Almeno due Brigate (Stevens della Carolina del Sud e Clingman della Carolina del Nord) ricevettero le nuove bandiere, così come cinque batterie di artiglieria leggera, il gruppo Lucas dell'artiglieria della Carolina del Sud e probabilmente diversi squadroni di cavalleria. Le date delle consegne successive al momento non si conoscono, ma nel 1864 la maggior parte, se non tutte, delle forze nel Dipartimento della Carolina del Sud, Georgia e Florida erano state dotate della bandiera di battaglia dell'Armata della Virginia Settentrionale nella variante del Deposito di Charleston.
Poiché le forze del Dipartimento vennero ripetutamente ridotte da metà 1863 a metà 1864 per rinforzare le Armate Confederate in campagna di ambedue i Teatri orientale ed occidentale, la Bandiera di Battaglia del Deposito di Charleston fece servizio diffusamente sia nell'Armata del Tennessee sia in quella della Virginia settentrionale. Nella primavera del 1863 la Brigata Gist fu spedita al Mississippi portando le nuove bandiere. Nella primavera del 1864 la stretta presa dell'Unione intorno a Richmond fece sì che tre Brigate dotate della bandiera del Deposito di Charleston (le Brigate Hagood ed Elliot, Carolina del Sud e Clingman, Carolina del Nord) insieme con numerosi reggimenti isolati, fossero trasferiti a nord per combattere nella difesa di Richmond e Petersburg. La Bandiera di Battaglia di Beauregard aveva chiuso il cerchio.
Per regola generale le Bandiere di Battaglia del Dipartimento Confederato della Carolina del Sud, Georgia e Florida non sono contrassegnate né con le abbreviazioni delle unità né con gli “onori” di battaglia. Sopravvivono poche eccezioni, incluse due Bandiere di Battaglia con strisce di cotone bianco recanti “onori” disegnati, e due con “onori di battaglia ritagliati ed applicati, una delle quali reca anche l'abbreviazione dell'unità applicata in modo analogo.